# Villa Elisa
Villa Elisa – miasto w Paragwaju (departament Central). Według danych szacunkowych na rok 2009 liczy 88 459 mieszkańców.